# Christliche Literatur

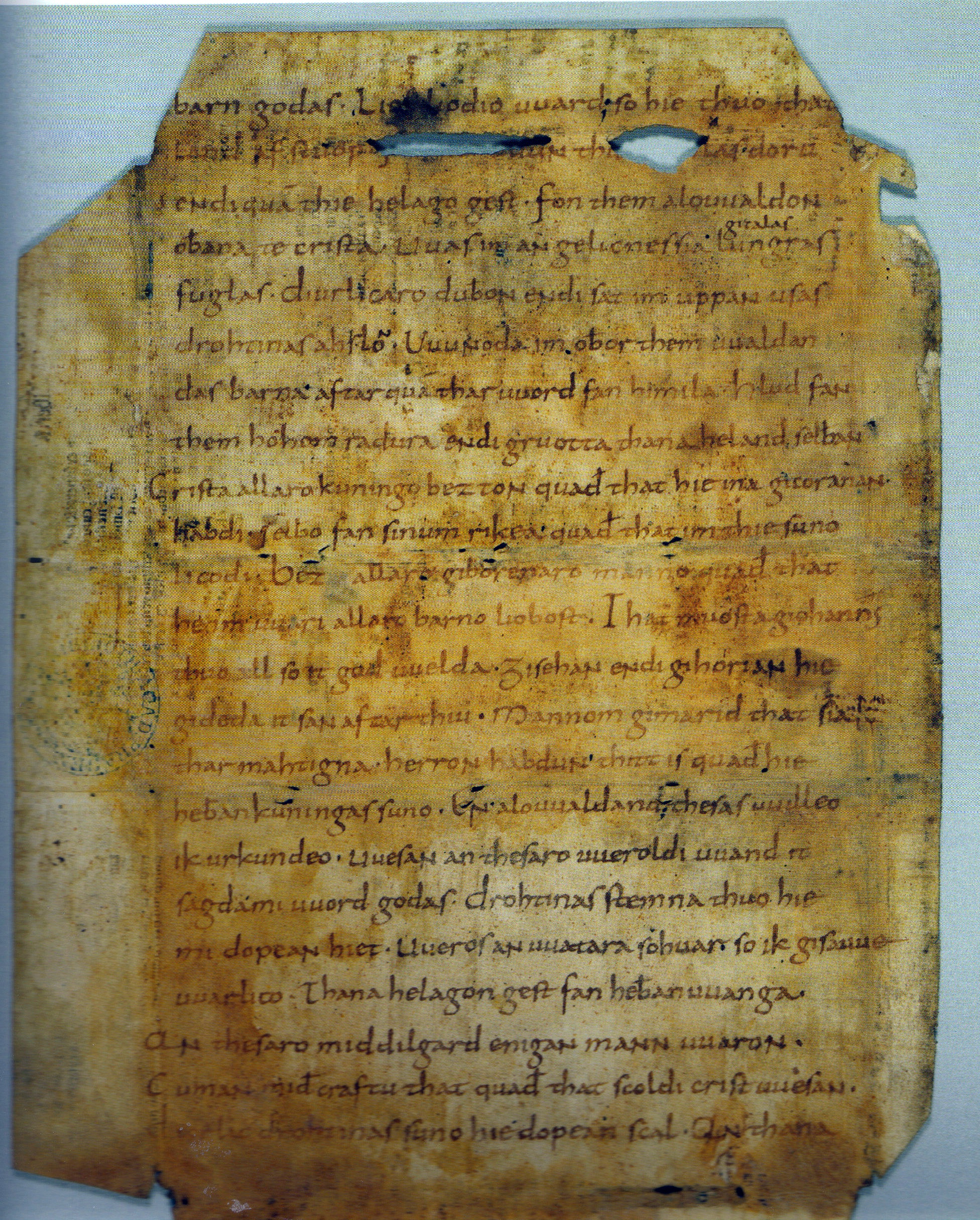
Der Heliand, eines der bedeutendsten Zeugnisse der frühen deutschen Schriftsprache, erzählt das Leben Jesu Christi nach. Im Bild ein Fragment, ca. 850.

Christliche Literatur ist diejenige fiktionale und nichtfiktionale Literatur, der die christliche Religion und Weltanschauung zugrunde liegt und in der christliche Themen behandelt werden. Da die abendländische Literatur zu einem großen Teil auf christlicher Grundlage entstanden ist, gewinnt die christliche Literatur – abgesehen von der frühchristlichen Literatur der Antike – ihre festere Kontur erst als Gegenbewegung zu den atheistischen Strömungen der europäischen Aufklärung des 17. und 18. Jahrhunderts.
Das Korpus der christlichen Literatur ist äußerst umfangreich und umfasst eine erhebliche Bandbreite von Formen und Inhalten.

## Die Heilige Schrift
Spätestens seit Martin Luther gilt die Bibel angesichts der Sprachkraft ihrer bildlichen Rede nicht mehr nur als kanonische Schrift, also als Maßstab für die Religionsausübung, sondern auch als Literatur. Zu den Bibelübersetzungen, deren literarische Qualität traditionell besonders geschätzt wird, zählt die King-James-Bibel (1611); sie gilt als Meisterwerk der englischen Literatur.

## Christliche Lyrik

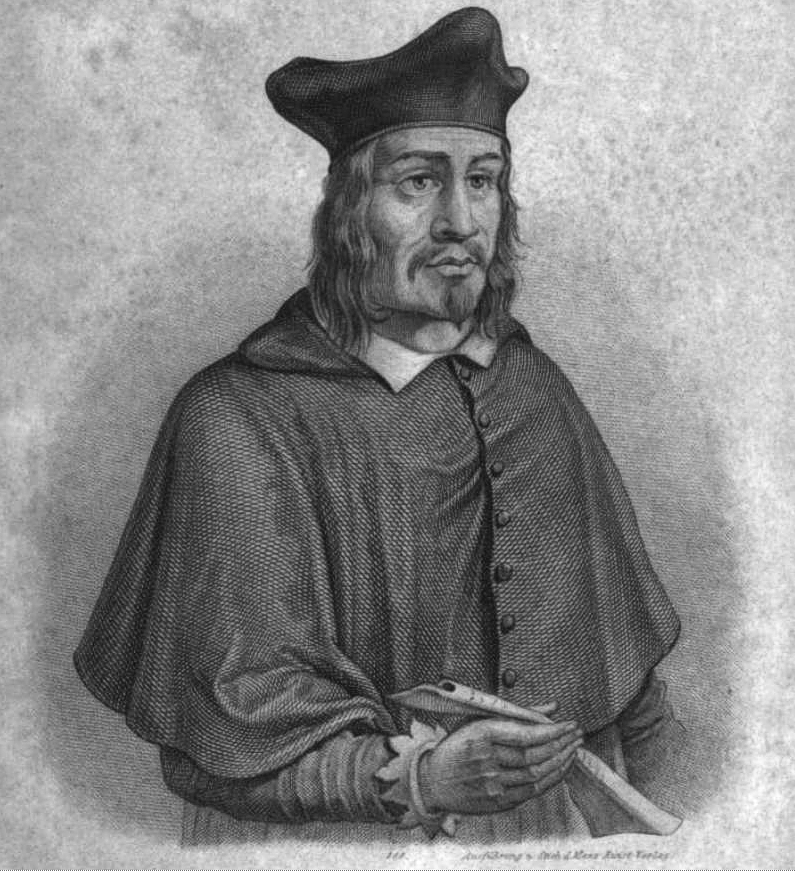
Die christlichen Epigramme von Angelus Silesius zählen zu den bedeutendsten Gedichten des deutschsprachigen Barock.

Die Geschichte der christlichen Lyrik beginnt mit dem Neuen Testament. Cantica wie das Magnificat oder das Nunc dimittis (beide im Evangelium nach Lukas) orientieren sich formal an den Psalmen der Hebräischen Bibel. Da die zeitgenössische griechische und lateinische Lyrik für die frühen Christen schwer zu ignorieren war, finden sich in den Texten von Dichtern wie Ausonius neben den christlichen Motiven immer wieder auch Anspielungen zum Beispiel auf heidnische Gottheiten. In seiner Psychomachia, einem der bedeutendsten Werke der christlichen lateinischen Epik, verzichtet Prudentius zwar auf Bezüge zur griechischen Mythologie, verwendet aber weiter die überlieferten klassischen literarischen Formen. Venantius Fortunatus dagegen, dessen Gedichte in der Liturgie der römisch-katholischen Kirche noch heute verwendet werden, legte das griechische Versmaß ab und fand seine eigenen Formen.
Christliche Gedichte bilden die ältesten überlieferten Zeugnisse der volkssprachlichen Dichtung vieler europäischer Kulturen. Einer der frühesten bekannten Texte der altenglischen Literatur ist die Dichtung Dream of the Rood aus dem 10. Jahrhundert. Die Göttliche Komödie ist eines der ersten Meisterwerke der italienischen Literatur. Ein Beispiel für den deutschsprachigen Bereich ist der Heliand.
Zu den bedeutendsten christlichen Dichtern der Neuzeit zählen Johannes vom Kreuz (Spanien), John Donne, George Herbert, John Milton (alle drei England), Anne Bradstreet, Martha Wadsworth Brewster (beide USA), Henry Vaughan, Ann Griffiths (beide Wales), Thomas Traherne, Emily Brontë, Christina Rossetti, Gerard Manley Hopkins (alle vier England), John Greenleaf Whittier, Khalil Gibran (beide USA), Gabriela Mistral (Chile), R. S. Thomas (Wales), Thomas Merton und Geoffrey Hill (beide USA).
Wichtige deutschsprachige Autoren christlicher Lyrik waren Angelus Silesius und Annette von Droste-Hülshoff.

## Christliches Schauspiel
Eine der frühesten Formen des christlichen Schauspiels waren die Geistlichen Spiele und Osterspiele des Hochmittelalters, in denen zum Beispiel die Auferstehung Christi dargestellt wurde. Im 14. und 15. Jahrhundert wurden in ganz Europa Mysterienspiele aufgeführt, die Geschichten aus der Bibel erzählten. Im 16. und 17. Jahrhundert entwickelten sich daraus die Moralitäten, allegorische Stücke mit religiös-lehrhaftem Charakter. Zur selben Zeit entstand das Jesuitentheater, das an Jesuitenschulen zur Vermittlung der römisch-katholischen Lehre eingesetzt wurde. Anschließend ging die Kirche in vielen Ländern dazu über, das Theater zu verurteilen. Im deutschsprachigen Raum war diese Ablehnung des Theaters aus religiösen Gründen eng mit der Reformation verknüpft.
Eine Wiederbelebung erfuhr das christliche Schauspiel erst im 20. Jahrhundert. In Großbritannien sorgte 1941/1942 Dorothy L. Sayers’ Hörspiel The Man Born to be King für Aufsehen, weil Jesus darin von einem Schauspieler verkörpert wurde, was viele Zuhörer als Blasphemie empfanden. Bereits 1935 hatte T. S. Eliot sein Versdrama Mord im Dom über das Martyrium von Thomas Becket uraufgeführt. In Deutschland wirkte vor dem Ersten Weltkrieg der katholische Dichter und Dramatiker Reinhard Sorge.
Der spätere Papst Johannes Paul II., Karol Józef Wojtyła, schrieb 1960 ein an christlichen Motiven reiches Schauspiel Przed sklepem jubilera/The Jeweler’s Shop. Als Rock-Musical Jesus Christ Superstar kam die Leidensgeschichte Christi 1971 an den New Yorker Broadway. Das zur selben Zeit entstandene Jesus-Musical Godspell wurde an Off-Broadway-Theatern aufgeführt.

## Nichtfiktionale christliche Literatur

### Theologische Schriften

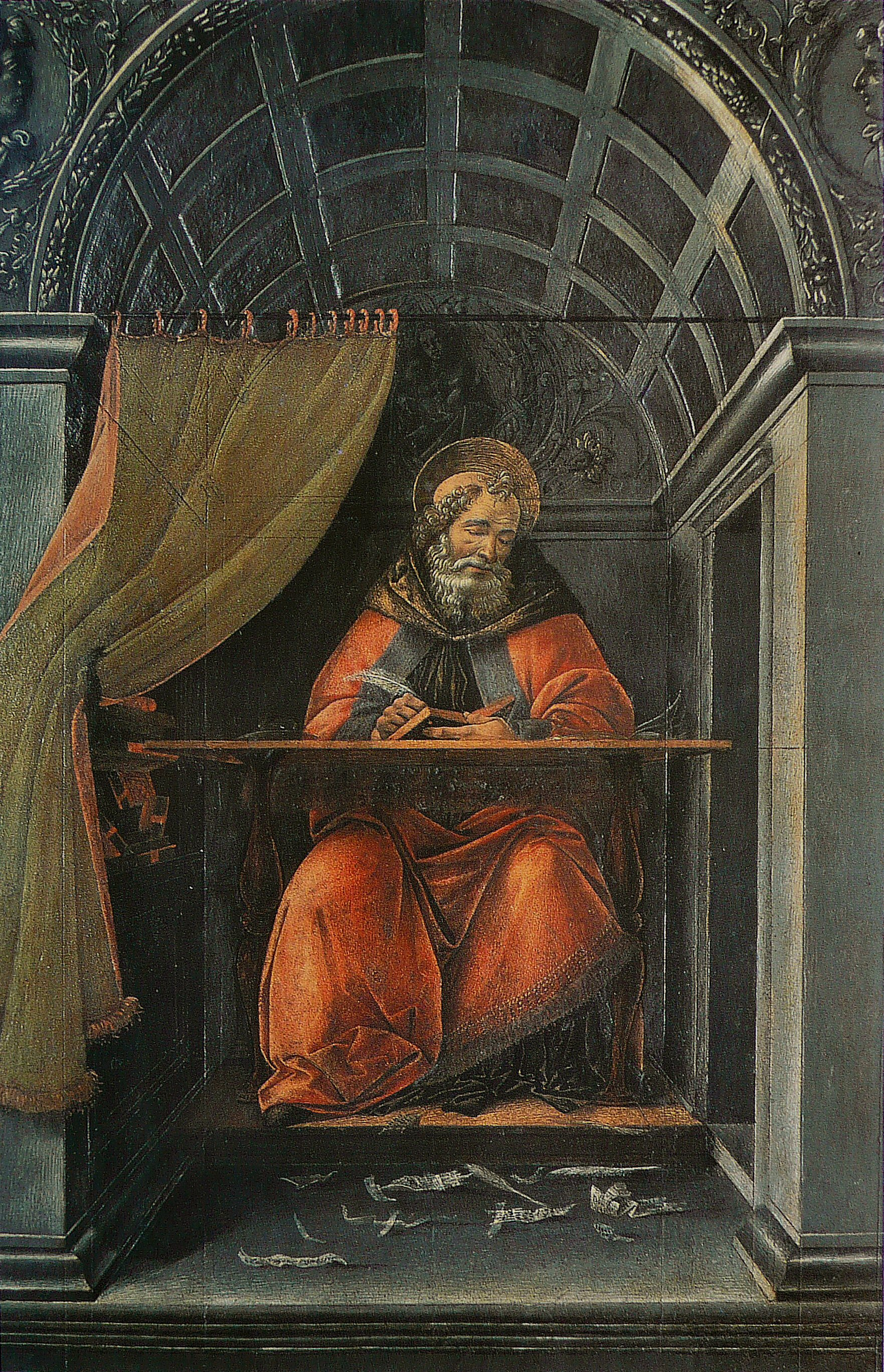
Augustinus von Hippo (354–430). Gemälde von Sandro Botticelli aus den 1490er Jahren.

Aus der Zeit der Kirchenväter (Epoche der Alten Kirche, 1. bis frühes 8. Jahrhundert) ist eine Vielzahl mehrheitlich nichtfiktionaler Schriften überliefert, darunter Briefe, theologische Abhandlungen, Bibelkommentare und Heiligenbiografien. Unter den bekanntesten Werken aus diesem Textkorpus befinden sich Augustinus’ Confessiones und De civitate Dei. Die theologische Fachdisziplin, die sich mit den christlichen Texten dieser Zeit beschäftigt, ist die Patristik.
Zu den einflussreichsten christlichen Schriften des Mittelalters zählen Thomas von Aquins Summa theologica und Die Nachfolge Christi von Thomas von Kempen. Bis heute ist das 1609 erschienene Buch des Franz von Sales Anleitung zum frommen Leben oder Philothea weit verbreitet. 1536 erschien Johannes Calvins Institutio Christianae Religionis, das eines der wichtigsten Lehrbücher der Reformation wurde. Seit der Erfindung des Buchdrucks im 15. Jahrhundert wurden nichtfiktionale Texte auch verwendet, um den christlichen Glauben zu verbreiten. Religiöse Traktate waren bereits in der Zeit der Reformation im Umlauf und werden in der Mission bis heute verwendet. In deutscher Sprache legte Friedrich Schleiermacher 1821/1822 seine Glaubenslehre vor.
Theologische Schriften entstehen in den Schreibstuben von Gelehrten oder interessierten Laien, die von den Ansichten unzähliger Denkschulen, Wissens-, Gewissens- und Interpretations-Familien, Konfessionen, Denominationen, Buchverlagen und Lehr-Instituten geprägt sind. In der heterogenen christlichen Bücherwelt suchen Theologen nach Kondensationspunkten für die eigene Überzeugung, nach konfessioneller Homogenität oder nach bibelbasierter und christozentrischer Plausibilität. Ein Einblick in das von einem christlichen Bildungs-Institut vermittelte Denken kann der Buchkatalog ihrer Bibliothek bieten. Die relative geistige Nähe zwischen den Bildungs-Instituten untereinander, oder mindestens ihrer Buchbestände, kann rudimentär quantifiziert werden: Weisen zwei verglichene Buchbestände (anhand der ISBN) 10 % Übereinstimmung auf, kann von einer geistigen Verwandtheit ausgegangen werden, bei 20 % von naher Verwandtheit.

### Kirchenlieder und liturgische Texte
Auch die Texte, die in der Liturgie und im Gesang des christlichen Gottesdienstes verwendet werden, sind der christlichen Literatur zuzurechnen.

### Erbauungsliteratur
Die Erbauungsliteratur, die mindestens seit dem Spätmittelalter besteht, bemüht sich allgemein um eine Hebung der Frömmigkeit, kann aber auch dogmatische Absichten aufweisen, die in allgemein verständlicher Form verpackt sind. Typische traditionelle Formen sind die Heiligenlegende, das Andachtsbuch, das Gebetbuch, das Stundenbuch und die Predigtsammlung.
Im Bereich Theologische Bücher und Erbauungsliteratur sind besonders Verlage in den USA und Deutschland produktionsstark, im deutschen Sprachraum besonders im näheren und weiteren Umfeld von Pietismus und Evangelikalismus. Zu den bekanntesten Verlagshäusern gehören unter anderen die Stiftung Christliche Medien, der Brunnen Verlag (Gießen), Gerth Medien, die Neukirchener Verlagsgesellschaft, der Verlag der Francke-Buchhandlung Marburg an der Lahn, die Christliche Verlagsgesellschaft Dillenburg, der Joh. Brendow & Sohn Verlag und die Christliche Literatur-Verbreitung Bielefeld.

### Moderne apologetische Literatur
Ein englischsprachiger Klassiker der christlich apologetischen Literatur ist G. K. Chestertons Werk Orthodoxy (1908). Hohe Auflagen erreichen Autoren apologetischer ‒ besonders protestantischer ‒ Literatur in Nordamerika, darunter David Wilkerson (The Cross and the Switchblade, 1962), Francis Schaeffer (The God Who Is There, 1968; A Christian Manifesto, 1981), Peter Kreeft (Between Heaven and Hell, 1982), Charles Colson (How Now Shall We Live, 1999) und Rick Warren (The Purpose Driven Life, 2002).
Eines der bekanntesten deutschsprachigen christlichen Bücher des zwanzigsten Jahrhunderts stammt von dem evangelischen Pfarrer und Prediger Wilhelm Busch (1897–1966): Jesus unser Schicksal. Es ist in vielen Sprachen erschienen und allein auf Deutsch in Millionenauflage. 2009 hat Elisabeth von Thurn und Taxis ein Buch fromm! Eine Einladung, das Katholische wieder mit allen Sinnen zu erleben vorgelegt. Weitaus stärker als die vorgenannte Autorin hadert Esther Maria Magnis in ihrem 2012 erschienenen Buch Gott braucht dich nicht mit ihrem Glauben, beschreibt darin aber auch den schwierigen Weg, wie sie schließlich zu ihm zurückfand.

## Hagiografie und historischer Roman
Zu den populärsten Genres der katholischen Literatur gehören traditionell die Hagiografie und Biografie bzw. der biografische oder historische Roman. Die Übergänge zwischen diesen Formen sind fließend.
Im Hochmittelalter trug zur hagiografischen Literatur u. a. Konrad von Megenberg bei. In der Moderne zählt Louis de Wohl zu den erfolgreichsten deutschsprachigen Verfassern katholischer historischer Romane; nach dem Zweiten Weltkrieg veröffentlichte er eine Vielzahl spannender Romane, in deren Mittelpunkt Heilige stehen, darunter Thomas von Aquin, Augustinus, Paulus, Franz von Assisi und Ignatius von Loyola.
In Nordamerika trug Mark Twain den historischen Roman Persönliche Erinnerungen an Jeanne d’Arc (1896) bei. Lew Wallaces römischer Geschichtsroman Ben Hur (1880) über das Leben eines fiktiven jüdischen Prinzen, der zum Christentum bekehrt wird, war eines der erfolgreichsten Bücher des 19. Jahrhunderts und wurde später mehrfach verfilmt. In Großbritannien erschienen mit Fabiola (1854) und Callista (1855), verfasst von den Kardinälen Nicholas Wiseman bzw. John Henry Newman, zwei historische Romane, die sich mit dem frühen Christentum und der Christenverfolgung im Römischen Reich beschäftigen. Vor einem ähnlichen Hintergrund lässt der polnische Nobelpreisträger Henryk Sienkiewicz seinen weltberühmten Roman Quo vadis? (1895) spielen, der als Monumentalfilm 1951 für die Leinwand adaptiert wurde. Aufwändig verfilmt wurde auch Lloyd C. Douglas’ 1942 erschienener Kreuzigungs-Roman Das Gewand. Seit den 1940er Jahren schrieb die Kanadierin Mary Fabyan Windeatt (1910‒1979) eine Vielzahl vorbildlich recherchierter katholischer Biografien, unter anderem über Katharina von Siena und über Martin von Porres. In jüngerer Zeit veröffentlichte der Opus-Dei-Priester Michael E. Giesler eine kleine Serie von Romanen aus der frühchristlichen Zeit. Ein weiteres aktuelles Beispiel ist William Boardmans Roman über Josef von Arimathäa, Sun and Wind (2007).

## Erzählende Literatur
Da christliche Themen in der erzählenden Literatur nicht unbedingt explizit sind, ist die fiktionale christliche Literatur weniger einfach zu definieren als die nichtfiktionale. Auch Texte, in denen klassische christliche Motive wie die Menschwerdung Gottes kaum oder gar nicht fassbar sind, können durch und durch vom Geiste des Christentums getragen sein. So wurde zum Beispiel C. S. Lewis’ Fantasy-Zyklus Die Chroniken von Narnia aufgrund seiner Allegorien als ein einschlägiges Werk der christlichen Romanliteratur eingestuft, obwohl darin Motive aus der griechischen, römischen und türkischen Mythologie im Vordergrund stehen. In den Fällen vieler anderer Werke, in denen ebenfalls christliche Motive erscheinen, die in der Gesamtbilanz jedoch in den Hintergrund treten, ist die Einstufung als christliche Literatur umstritten; dies betrifft zum Beispiel J. R. R. Tolkiens Roman Der Herr der Ringe, die Fantasy-Romane von George MacDonald und die Pater-Brown-Romane von G. K. Chesterton.

### Christliche Allegorie
Beginnend mit den Gleichnissen Jesu, gibt es eine reiche Tradition christlicher Allegorien. Zu den bedeutendsten Beispielen zählen die Göttliche Komödie von Dante Alighieri, Piers Plowman von William Langland und The Pilgrim’s Progress (1678) von John Bunyan.

### Christliche Erzählliteratur

#### Der russisch-orthodoxe Glaube in der Literatur

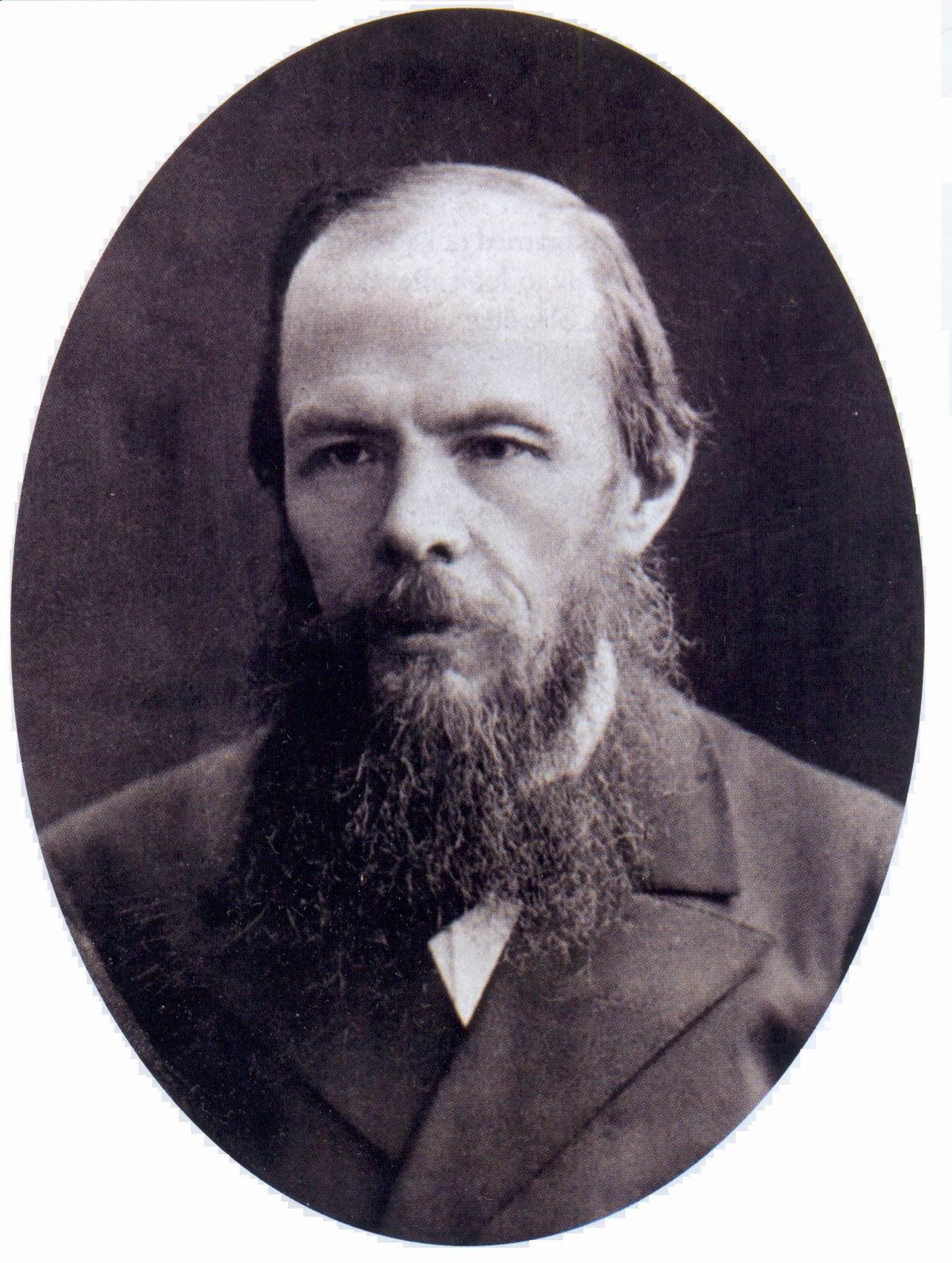
Fjodor Dostojewski im Jahre 1879, während der Arbeit an Die Brüder Karamasow. Im fünften Kapitel des Romans stellt Dostojewski sich der Theodizee-Frage.

Die russische Literaturtradition hat ihre Ursprünge in der Tätigkeit der Missionare Kyrill und Method von Saloniki, die das Altkirchenslawische zur Schriftsprache der Ostslawen machten. Nachdem das Kiewer Reich sich 988 dem christlichen byzantinischen Kulturerbe öffnete, entstanden dort bedeutende Übersetzungen wie das Ostromir-Evangelium. Eine erneute Blüte erlebte das religiöse Schrifttum im Spätmittelalter mit Autoren wie Nil Sorski und Joseph von Wolokolamsk. Zur selben Zeit stieg Moskau zur Kulturmetropole auf; Epifanij Premudryjs verfasste wichtige Hagiografien, und im 16. Jahrhundert wurde erstmals die gesamte Bibel ins Kirchenslawische übersetzt.
Durch die Förderung Peters des Großen fand im 18. Jahrhundert die europäische Kulturtradition Eingang in die russische Literatur. Die weltliche Literatur begann die religiöse zu verdrängen, und durch Autoren wie Nikolai Karamsin wurden auch die verbliebenen kirchensprachlichen Elemente aus der Literatursprache vertrieben.
Der christliche Dichter Alexei Chomjakow war Mitte des 19. Jahrhunderts ein Mitbegründer der slawophilen Bewegung. Fjodor Dostojewski hing spätestens seit seiner Lagerhaft und seinem Exil in Sibirien (1850–1859) inbrünstig dem russisch-orthodoxen Glauben an. Deutlichen literarischen Niederschlag haben seine religiösen Überzeugungen u. a. in den Romanen Schuld und Sühne (1866) und Die Brüder Karamasow (1878–1880) gefunden. Lew Tolstoi stand stark unter dem Eindruck der Bergpredigt und wandte sich, von Schopenhauer beeinflusst, der christlichen Askese zu, was literarischen Niederschlag unter anderem in seiner Erzählung Vater Sergius (1899) fand. Ähnlich wie Dostojewski kam auch Alexander Solschenizyn während seiner Lagerhaft zum russisch-orthodoxen Glauben. Keine seiner literarischen Arbeiten ist religiös im engeren Sinne, sein Hauptwerk Der Archipel Gulag (1973) zum Beispiel ist von religiösen Gedanken aber stark durchdrungen.

#### Katholische Literatur

##### Deutschland
Einen wichtigen Beitrag zur Entstehung der modernen katholischen Literatur in Deutschland leistete der Münstersche Kreis. Im 1786 entstandenen Salon der Fürstin Amalie von Gallitzin verkehrten Autoren wie Johann Georg Hamann und Friedrich Leopold zu Stolberg-Stolberg, die sich mit der Aufklärung auseinandersetzten und auf dieser Grundlage ein neues Verständnis vom christlichen Glauben entwickelten. Stolberg verfasste eine 15-bändige Geschichte der Religion Jesu Christi. Auch Clemens Brentano schrieb eine Reihe katholischer Werke, darunter Das bittere Leiden unsers Herrn Jesu Christi (1833) und Leben der heiligen Jungfrau Maria (1852, postum), in denen er die Visionen der Nonne Anna Katharina Emmerick festhielt. Das Werk der Dichterin Annette von Droste-Hülshoff, besonders das Geistliche Jahr, ist von ihrem Ringen um den katholischen Glauben geprägt.
Im 20. Jahrhundert sind in Deutschland als bedeutende Autoren von katholischer Erzählliteratur nur die Vertreter des Renouveau catholique hervorgetreten (siehe weiter unten). Alfred Döblin (Die Pilgerin Aetheria, 1949; Der Kampf mit dem Engel, 1952) und Heinrich Böll (Am Rande der Kirche, 1939, publ. 2004; Der Engel schwieg, 1949/50, publ. 1992; Ansichten eines Clowns, 1963) sind keine „katholischen Schriftsteller“ im engeren Sinne, haben sich in ihren Werken jedoch ebenfalls wiederholt mit katholischen Glaubensfragen auseinandergesetzt. Zu den am meisten wahrgenommenen jüngeren katholischen Autoren zählt neben Hortense von Gelmini der mehrfach preisgekrönte, wegen seiner radikalen Positionen aber auch umstrittene Martin Mosebach.

##### Österreich
Zu den bedeutendsten katholischen Schriftstellern Österreichs zählen Enrica von Handel-Mazzetti (1871–1955) und Gertrud Fussenegger (1912–2009), letztere eine Vertreterin des Renouveau catholique. Robert Musil (1880–1942) hat sich mit Glaubensfragen intensiv auseinandergesetzt, etwa in seinen Tagebüchern, kann aber nicht als katholischer Autor im engeren Sinne eingestuft werden.

##### Renouveau catholique
Geführt von François-René de Chateaubriand entstand in Frankreich im ersten Drittel des 19. Jahrhunderts eine vor allem von Schriftstellern getragene späte Gegenbewegung gegen Aufklärung und Laizismus. Dieser Renouveau catholique hatte kein ausformuliertes Programm, bemühte sich aber um eine Erneuerung von Literatur und Gesellschaft durch eine Wiederbelebung ursprünglicher katholischer Werte. Seine bedeutendsten Vertreter in Frankreich waren Ernest Hello, Georges Bernanos und François Mauriac. Im gleichen Zeitraum entstand parallel das Werk Joseph Malègues.
Im deutschsprachigen Raum schlossen sich der Bewegung u. a. Gertrud von le Fort (Die Letzte am Schafott, 1931), Franz Werfel (Das Lied von Bernadette, 1941), Werner Bergengruen, Edzard Schaper (in seinen Spätwerken), Elisabeth Langgässer, Reinhold Schneider und Gertrud Fussenegger an. Einflussreich war der Renouveau catholique auch in Großbritannien, wo er Vertreter wie T. S. Eliot, Evelyn Waugh (Helena, 1950) und Graham Greene (Die Kraft und die Herrlichkeit, 1940) fand.

##### Italien
In Italien hat die spätere Literaturnobelpreisträgerin Grazia Deledda verschiedene Arbeiten hervorgebracht, die von den Glaubenskrisen katholischer Menschen handeln, darunter etwa Bis an die Grenze (1909).

##### Nordamerika
Dem Minderheitenstatus entsprechend, den Katholiken in den USA hatten und bis heute haben, entstanden literaturhistorisch beachtliche katholische Romane in diesem Land erst spät, nämlich im frühen 20. Jahrhundert. Als ein Klassiker gilt Francis J. Finns moralistisches Jugendbuch Tom Playfair (1890) über die Abenteuer, die ein zehnjähriger Junge in einem katholischen Internat erlebt. Das Buch war so populär, dass bereits kurz nach seinem Erscheinen eine deutsche Übersetzung folgte. Ähnlich erfolgreich war 1928 das Jugendbuch Mr. Blue, in dem Myles Connolly die Geschichte eines modernen Franz von Assisi erzählt. Katholische Motive erscheinen auch im Romanwerk von Willa Cather, Walker Percy, J. F. Powers und Flannery O’Connor. 1950 veröffentlichte Henry Morton Robinson seinen Roman Der Kardinal über das Leben eines katholischen Priesters, den Otto Preminger 1963 mit Tom Tryon und Romy Schneider verfilmte.
Nach dem Zweiten Vatikanischen Konzil (1962–1965), das sich zur Ökumene bekannte, sahen viele Katholiken ihre kulturelle Identität in Frage gestellt. In den USA verschwand die populäre katholische Literatur vom Buchmarkt. Zwar traten weiterhin erfolgreiche katholische Autoren ‒ wie Walker Percy, Mary Higgins Clark, Ralph McInerny (The Red Hat, 1998), Andre Dubus, Dean R. Koontz, Ron Hansen (Mariette in Ecstasy, 1991; Exiles, 2008) und Mary Gordon ‒ in Erscheinung, die gelegentlich sogar katholische Motive verwendeten; sie schrieben jedoch nicht mehr für eine katholische Öffentlichkeit, sondern für den Mainstream. Gleichzeitig wurden in den USA Autoren wie Andrew Greeley (1928–2013) und der Australier Morris West (In den Schuhen des Fischers, 1963) populär; deren Romanhelden setzten sich mit ihrem katholischen Erbe kritisch auseinander.
Eine gewisse Wiederbelebung erfuhr die populäre katholische Erzählliteratur in den 1990er Jahren mit Romanen, die häufig die Apokalypse zum Thema hatten. Beispiele für dieses Genre, das bei Katholiken unter anderem aufgrund seiner starken evangelikalen Tendenzen nicht nur auf Zustimmung stieß, sind Pierced by a Sword (1995) von Bud McFarlane Jr., Father Elijah (1998) des kanadischen Schriftstellers Michael O’Brien und die Christ Clone Trilogy (1998) von James BeauSeigneur. Eine weitere Autorin, die in jüngerer Zeit zur populären katholischen Prosa beigetragen hat, ist die Kanadierin Carmen Marcoux (* 1966), die in Werken wie Arms of Love (2001) und Surrender (2007) für traditionelle katholische Werte wie die Keuschheit wirbt. Ein katholisches Milieu bildet auch den Handlungsrahmen in Roger B. Thomas’ Erzählband The Last Ugly Person (2003) und in den Märchen-Romanen von Regina Doman.

#### Protestantische Literatur

##### Lutherische und pietistische Literatur in Deutschland
Im 18. Jahrhundert verfasste Hermann Samuel Reimarus einige Schriften zu seinen Ideen einer „natürlichen Religion“, die von Gotthold Ephraim Lessing nach Reimarus' Tod in mehreren Teilen veröffentlicht wurden (1774–1778) und den so genannten Fragmentenstreit auslösten, der zur wichtigsten Kontroverse zwischen der Aufklärung und der lutherischen Orthodoxie wurde. Der Aufklärer Lessing, der Reimarus' Positionen durchaus nicht vollständig teilte, stand in diesem Streit dem lutherischen Theologen Johann Melchior Goeze gegenüber und antwortete ihm 1778 in einer Serie von Schriften („Anti-Goeze“). Als Lessing im selben Jahr verboten wurde, Texte über Religion zu veröffentlichen, entschloss er sich, mit literarischen Mitteln weiterzustreiten, und schrieb das Drama Nathan der Weise.
Die Literatur der Empfindsamkeit des 18. Jahrhunderts, einer kritischen Reaktion auf die Aufklärung, hatte ihre geistesgeschichtlichen Wurzeln im Pietismus, einer Laienbewegung innerhalb des Protestantismus, die die persönliche Frömmigkeit und die subjektive Seite des Glaubens betonte. Über den Sturm und Drang reichte der Einfluss der Empfindsamkeit bis in die Weimarer Klassik hinein. Viele prominente Schriftsteller und Denker der Empfindsamkeit und Klassik ‒ darunter Friedrich Gottlieb Klopstock, Sophie von La Roche, Friedrich Heinrich Jacobi und Johann Gottfried Herder ‒ stammten aus pietistischen Familien. Matthias Claudius, der sich ebenfalls im Gegensatz zur Aufklärung befand und seit 1783 überwiegend religiöse Themen behandelte, kann, obwohl Klopstock ihn stark beeinflusst hat, nicht zum Pietismus gezählt werden.

##### Großbritannien
C. S. Lewis, der gebürtiger Nordire und ein enger Freund von J. R. R. Tolkien war, wandte sich 1929–1931 vom Atheismus der Anglikanischen Glaubensgemeinschaft zu. Viele seiner Werke ‒ darunter die Romane Dämonen im Angriff (The Screwtape Letters, 1942) und Die große Scheidung (1945) ‒ sind stark christlich geprägt. Lewis war ein Experte auf dem Gebiet der Allegorie; 1936 hatte er darüber die Monografie The Allegory of Love veröffentlicht. Obwohl er erklärte, dass seine Bücher weder als Vehikel für theologische Konzepte konzipiert noch allegorisch seien, ist Aslan, der charismatische Löwe in den Chroniken von Narnia (1950–1956), aufgrund der augenfälligen Parallelen immer wieder als Allegorie für Jesus Christus gedeutet worden.
Eine weitere britische Autorin, in deren Werken christliche Allegorien offensichtlich sind, ist Hannah Hurnard. Ihr bekanntestes Werk ist der 1955 veröffentlichte Roman Leichtfüßig wie eine Hindin (Hinds' Feet on High Places) über ein junges Mädchen, das einen guten Hirten liebt und sich entschließt, ihm zu folgen.

##### Nordamerika
Die Vereinigten Staaten haben eine reiche Tradition protestantischer Erzählliteratur. Ein Klassiker des Genres ist Charles Monroe Sheldons Roman In His Steps (1896), in dem der Autor die bis heute immer wieder zitierte Frage stellt: „Was würde Jesus tun?“; mit einer Gesamtauflage von mehr als 30 Mio. Exemplaren ist In His Steps eines der erfolgreichsten Bücher in der Geschichte des amerikanischen Buchmarkts.
Laura Ingalls Wilder betonte in ihren autobiografischen Büchern über die Erlebnisse ihrer Familie als Siedler des amerikanischen Westens die Bedeutung des Glaubens als moralisches Fundament für Frieden und Vollkommenheit im Kreise der Familie.
Eine jüngere Vertreterin ist Catherine Marshall (Christy, 1967). Auch die Bestsellerautorin Taylor Caldwell hat ihren Romanen häufig biblische Themen aufgegriffen (Geliebter und berühmter Arzt, 1959; Dialogues with the Devil, 1967; Paulus, mit dem Herz eines Löwen, 1970; Der werfe den ersten Stein, 1977).

##### Inspirational Fiction
In den späten 1960er und frühen 1970er Jahren setzte sich in weiten Teilen der Gesellschaft der Vereinigten Staaten der Säkularismus durch. Andere Teile bescherten den konservativen christlichen Gemeinschaften ‒ evangelikalen und fundamentalistischen Denominationen wie den Southern Baptists und den konservativen Lutheranern ‒ einen regen Zulauf. Einige Historiker, wie Robert Fogel, haben diese Bewegung als „Viertes Great Awakening“ bezeichnet. Zur selben Zeit entstand in den USA und Kanada ein neues Genre von christlicher Romanliteratur, die einen bestimmten Typus konservativer christlicher Theologie mit der literarischen Form des modernen Liebesromans oder Thrillers verbindet. Erfolgreiche Autoren dieses Genres, das auf dem amerikanischen Buchmarkt als Inspirational Fiction gehandelt wird, sind Gilbert Morris (1929–2016), Janette Oke (* 1935), Jan Karon (* 1937), Judith McCoy Miller (* 1944), Francine Rivers (* 1947), Frank E. Peretti (* 1951), T. Davis Bunn (* 1952), Karen Hancock, Alton Gansky, Lori Wick, William P. Young (* 1955), Randy Alcorn, Angela Elwell Hunt (* 1957), Tracie Peterson (* 1959), Ted Dekker (* 1962), Karen Kingsbury (* 1963), Wayne Thomas Batson (* 1968), Tosca Lee (* 1969) und Bethany Kennedy Scanlon (* 1975). Eine Gruppe christlicher amerikanischer Verlage zeichnet herausragende Werke des Genres seit 2000 mit dem Christy Award aus. Eine Sonderform der Inspirational Fiction, die erst in den letzten Jahren einen steilen Aufstieg genommen hat, ist die Amish Romance Novel.
Während der größte Teil der Inspirational Fiction ausschließlich Anhänger der genannten konservativen Denominationen ansprechen soll, sind gelegentlich auch Werke erschienen, die auf ein weiteres Publikum zielen, darunter zum Beispiel die Left Behind-Serie von Tim LaHaye (1926–2016) und Jerry B. Jenkins (* 1949).

#### Mormonische Literatur

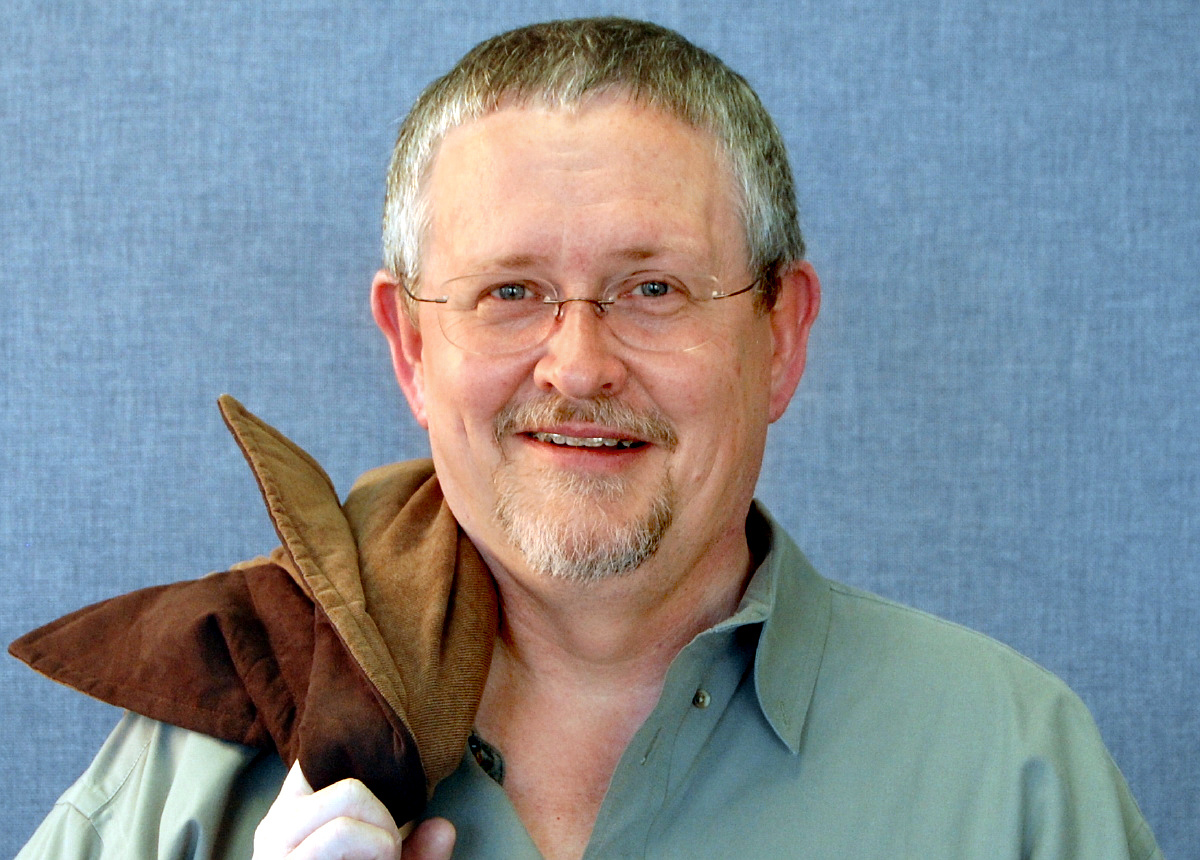
Orson Scott Card war bereits ein erfolgreicher Science fiction- und Fantasy-Autor, als er 1984 seinen ersten offen mormonischen Roman (Saints) veröffentlichte.

Als LDS fiction (Latter-day Saint) bzw. Mormon fiction wird in den Vereinigten Staaten Romanliteratur bezeichnet, die Themen der Kirche Jesu Christi der Heiligen der Letzten Tage behandelt. Die Glaubensinhalte dieser Gemeinschaft weichen von denen der drei christlichen Hauptkonfessionen deutlich ab und ihre Zugehörigkeit zum Christentum ist umstritten. Nachdem die LDS-Literatur lange Zeit ein Nischendasein geführt hat, sind die Auflagen in der jüngeren Zeit jedoch gestiegen und Autoren wie Stephenie Meyer erreichen inzwischen auch das Mainstream-Lesepublikum.
Die Literatur der LDS hat in den USA eine lange Tradition. Bereits in ihrer Gründerzeit (1830–1880) besaß die Bewegung eine reiche Gedichtliteratur, deren Vertreter unter anderem Eliza Roxcy Snow, Parley P. Pratt, W. W. Phelps und der Schotte John Lyon waren. Nachdem die Glaubensgemeinschaft sich in Utah niedergelassen hatte, entstand dort auch eine Erzählliteratur. Brigham Youngs Tochter Susa Young Gates veröffentlichte 1909 ihren Roman John Stevens' Courtship, und B. H. Roberts’ Roman Corianton (1902) wurde von Orestes Utah Bean als Schauspiel adaptiert, das bis zum Broadway gelangte. Das erfolgreichste Beispiel der frühen LDS-Literatur war jedoch Nephi Andersons Debütroman Added Upon (1898), in dem die Geschichten menschlicher Seelen vor dem Leben, im Leben und nach dem Leben erzählt werden.
Die folgende Autorengeneration, zu der Vardis Fisher, Maurine Whipple und Virginia Sorensen gehörten, wurde auch vom nichtmormonischen Lesepublikum wahrgenommen, grenzte sich von der mormonischen Home literature jedoch ab und verlor die enge Anbindung an die Glaubensgemeinschaft, die Gates, Roberts und Anderson noch besessen hatten. Ein weiterer bekannter LDS-Autor dieser Zeit ist Samuel W. Taylor, auf dessen Erzählung Heaven Knows Why! (1948) die Filmkomödie Der fliegende Pauker basiert. In den 1960er Jahren war der Dichter Clinton F. Larson Vorreiter einer grundlegenden Modernisierung und Ent-Provinzialisierung der LDS-Literatur. Ihm folgten die Herausgeber und Autoren Douglas Thayer, Donald R. Marshall und Levi S. Peterson. Stark beachtet wurde vor allem Petersons 1986 erschienener Roman The Backslider über die sexuellen und moralischen Konflikte eines jungen Mormonen. In den 1970er Jahren entstand auch eine neue populäre LDS-Literatur, die an die Home literature von Gates, Roberts und Anderson anknüpfte. Ihre Autoren ‒ Shirley Sealy, Randy Jernigan, Susan Evans McCloud, Jack Weyland, Brenton G. Yorgason und Blaine M. Yorgason ‒ veröffentlichten ihre Arbeiten meist bei Deseret, einem traditionsreichen LDS-eigenen Verlag, der erst in dieser Zeit in die Vermarktung fiktionaler Literatur einstieg.
Zu den bedeutendsten LDS-Autoren der jüngeren Zeit zählen Orson Scott Card und Gerald N. Lund, dessen mormonische Familiensaga The Work and the Glory (1990–1998) inzwischen auch verfilmt worden ist. Weitere erfolgreiche Autoren, in deren Arbeiten sich der mormonische Glaube niedergeschlagen hat, sind Jack Weyland, Anne Wingate, Dean Hughes, Phyllis Barber, Judith Freeman, Linda Sillitoe, Margaret Blair Young, Neal Chandler, Anita Stansfield, Randy Jernigan, Richard Paul Evans, Walter Kirn, Chris Heimerdinger, Glenn Beck, Rachel Ann Nunes, Robert Farrell Smith, Brady Udall und Robison Wells. Bis in den deutschsprachigen Raum hinein bekannt geworden ist Stephenie Meyer, in deren für Jugendliche konzipierten Vampirromanen ebenfalls mormonische Themen nachgewiesen werden können.

### Deutschsprachig
- Curt Hohoff: Was ist christliche Literatur? Herder, Freiburg 1966.
- Gisbert Kranz: Lexikon der christlichen Weltliteratur. Herder, Freiburg 1978, ISBN 3-451-17949-0.
- Dietrich Schlüter: ‘Christliche Literatur’ und ihre Kanonisierung seit 1945, Dissertation, Dortmund 2001.
- Georg Langenhorst (Hrsg.): Christliche Literatur für unsere Zeit: Fünfzig Leseempfehlungen. Verlag Sankt Michaelsbund, München 2007, ISBN 978-3-920821-96-2.
- Wolfgang Frühwald: Das Gedächtnis der Frömmigkeit. Religion und Literatur in Deutschland vom Barock bis zur Gegenwart. Verlag der Weltreligionen, Berlin 2008, ISBN 978-3-458-71009-7.
- Alfred Bodenheimer, Georg Pfleiderer, Bettina von Jagow (Hrsg.): Literatur im Religionswandel der Moderne. Studien zur christlichen und jüdischen Literaturgeschichte. TVZ Theologischer Verlag Zürich, Zürich 2009, ISBN 978-3-290-17521-4.
- Josef Quack: Zur christlichen Literatur im 20. Jahrhundert. Tredition, Hamburg 2014, ISBN 978-3-8495-7881-7.
- Michael Hageböck, Sebastian Engelhardt: Literatur im Deutschunterricht: Deutungen aus christlicher Sicht. Christliche Verlagsgesellschaft, Dillenburg 2014, ISBN 978-3-89436-957-6.
- Bernhard Lang: Religion und Literatur in drei Jahrtausenden. Hundert Bücher. Schöningh, Paderborn 2019, ISBN 978-3-506-79227-3.

### Englischsprachig
- David S. Reynolds: Faith in Fiction:The Emergence of Religious Literature in America. Harvard University Press, Cambridge, Massachusetts 1981, ISBN 0-674-29172-7.
- David Lyle Jeffrey (Hrsg.): A Dictionary of Biblical Tradition in English Literature. Eerdmans, Grand Rapids, Michigan 1992, ISBN 0-8028-3634-8.
- John Mort: Christian Fiction: A Guide to the Genre. Libraries Unlimited, Greenwood Village, Colorado 2002, ISBN 1-56308-871-1.
- Mary R Reichardt (Hrsg.): Encyclopedia of Catholic Literature. Greenwood Press, Westport, Connecticut 2004, ISBN 0-313-32802-1.
- Paul Cavill, Heather Ward (Hrsg.): Christian Tradition in English Literature. Zondervan, Grand Rapids, Michigan 2007, ISBN 978-0-310-25515-4.
- David Lyle Jeffrey, Gregory Maillet: Christianity and Literature: Philosophical Foundations and Critical Practice. Intervarsity Press, Downers Grove, Illinois 2011, ISBN 978-0-8308-2817-3.